# Continental Licht
Der vollständige Name der Gesellschaft lautete Continental – Licht- und Apparatebaugesellschaft m.b.H. Frankfurt a. M.
Das 1908 von Henry Seligmann (* 23. April 1870 in Bingen am Rhein) gegründete Unternehmen entwickelte und baute Azetylengasgeneratoren für Schweiß- und Beleuchtungszwecke sowie Starklichtlampen in verschiedenen Ausführungen. Die Gesellschaft besaß über 50 Patente im In- und Ausland. Sie war unter anderem auch an den Gemeinschaftspatenten DE461698 und DE513988 der Unternehmen Ehrich & Graetz AG, J. Hirschhorn AG, Hugo Schneider AG und Continental Licht beteiligt.
Im Zuge der „Arisierung“ nach der Machtergreifung der Nationalsozialisten wurde 1938 der Geschäftsführer Ernst Seligmann aus dem Unternehmen gedrängt und Friedrich Hofmann (* 9. Juni 1895 in Niederwiesa bei Chemnitz) übernahm die Leitung der Gesellschaft. 1942 wurde der Continental Licht die Produktion von Lampen verboten, um die wenigen vorhandenen Ressourcen effizienter nutzen zu können.
Unternehmenssitz und Produktionsstätte war bis 1944 die Mainzer Landstraße 193 in Frankfurt am Main. Ab 1. Januar 1945 ist die Hammanstraße 6, der Privatwohnsitz von Herrn Hofmann, als Unternehmenssitz in den Akten des Gewerberegisters zu finden.
Friedrich Hofmann verstarb am 4. Juni 1966. Die Gesellschaft wurde von Amts wegen am 15. August 1969 aus dem Gewerberegister gelöscht.

Bilder aus Sammlungen
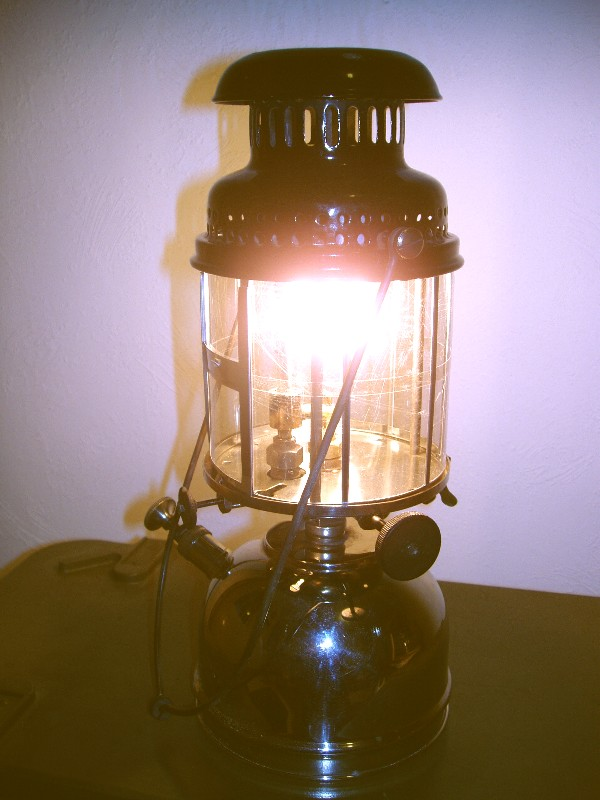
Laterne 5015A
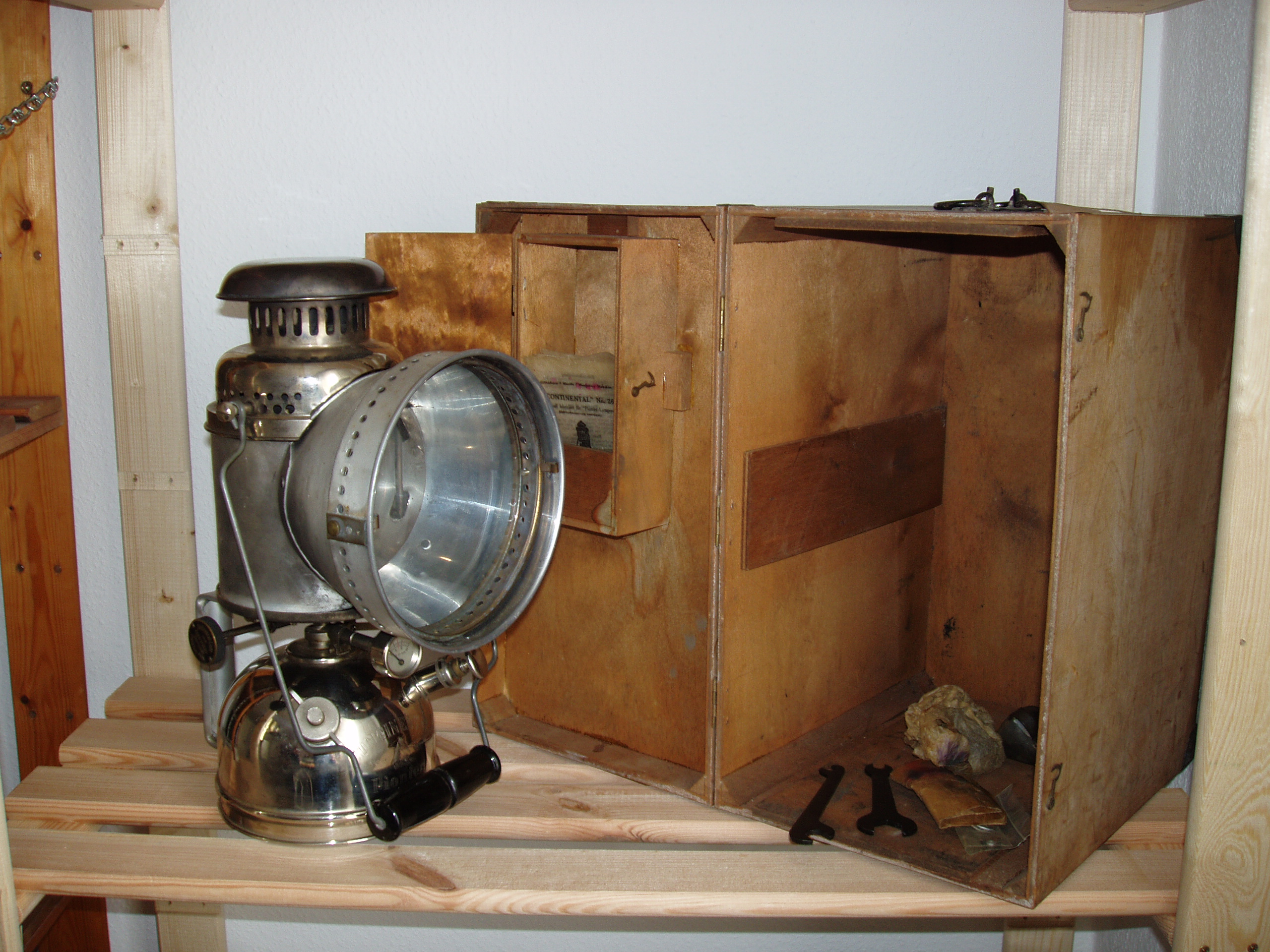
Scheinwerfer 4615S mit Transportkasten
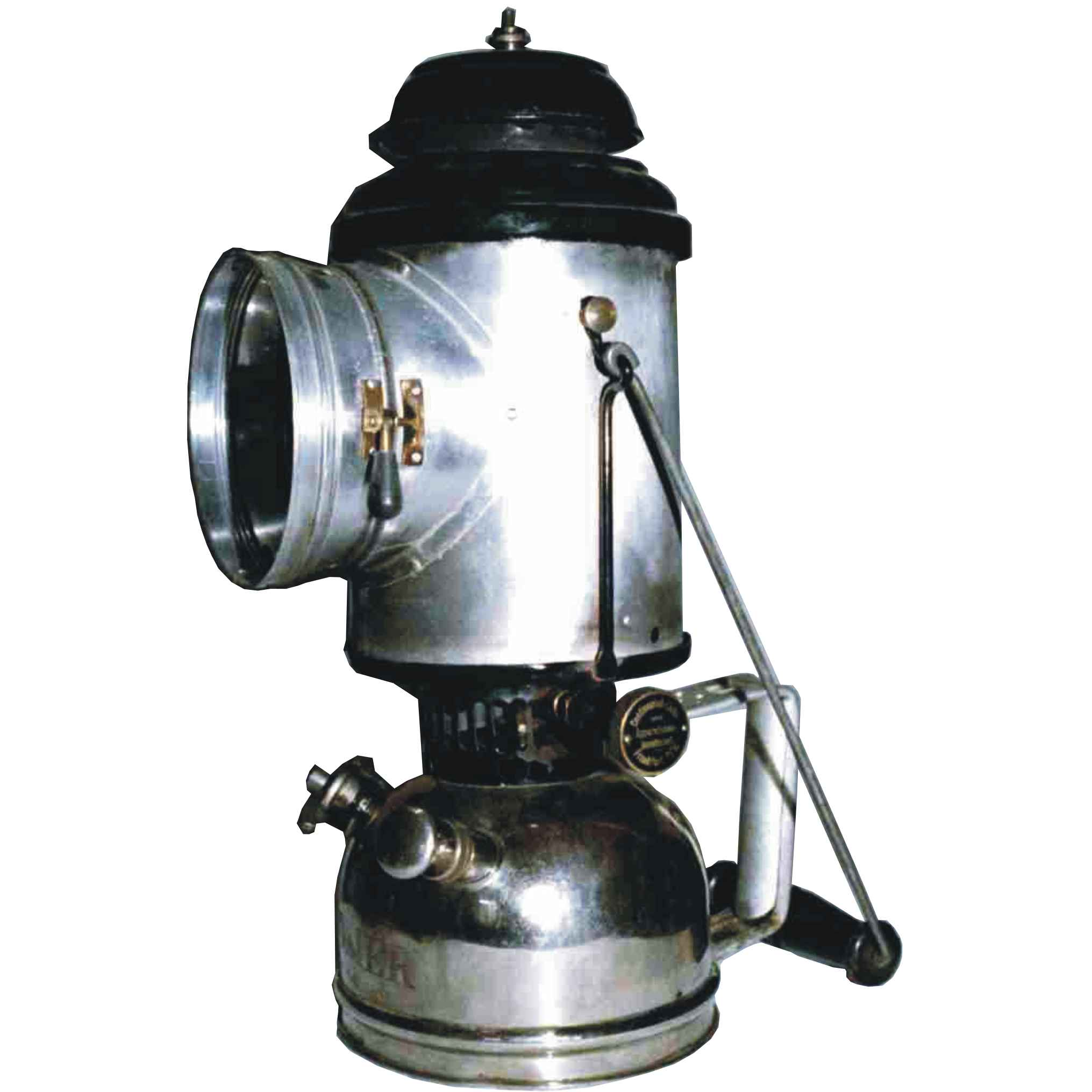
Scheinwerfer 1015 aus den späten 20er Jahren
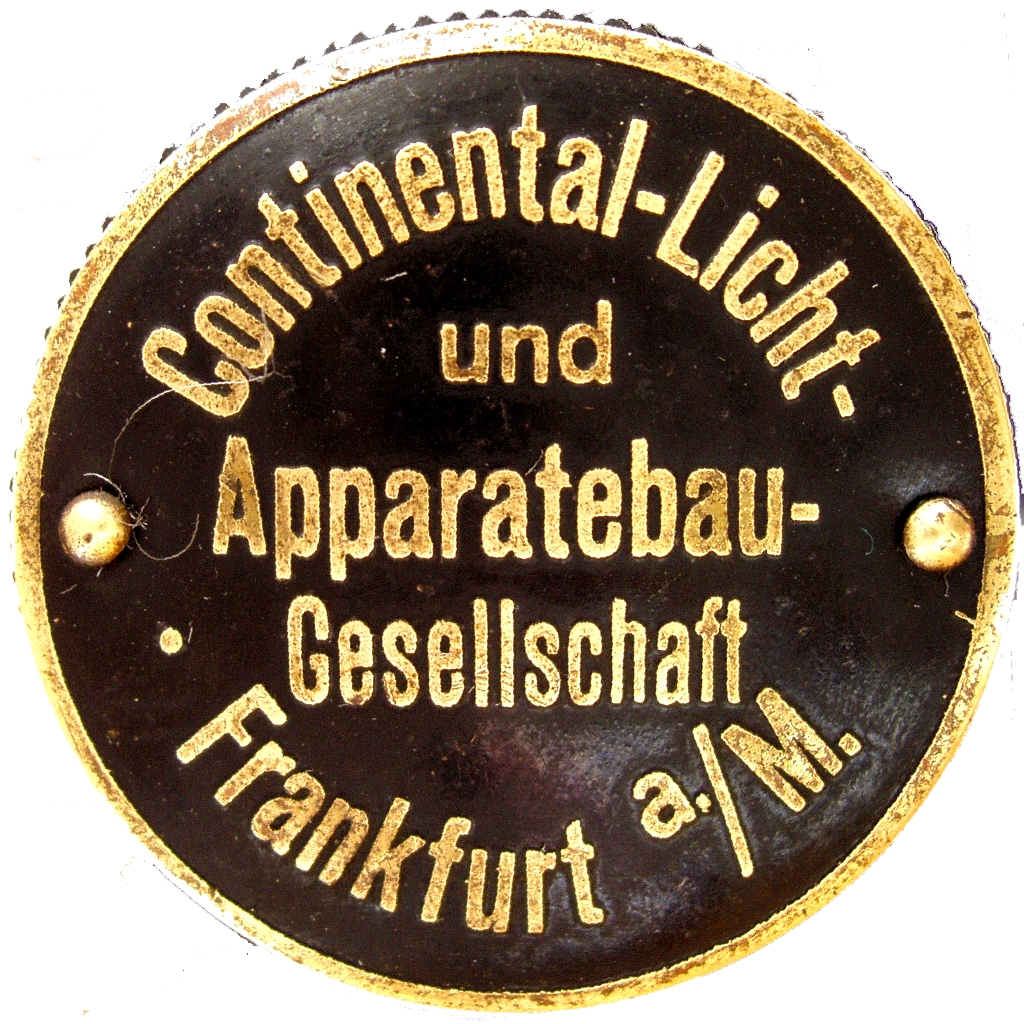
Plakette am Handrad – Version: Frankfurt
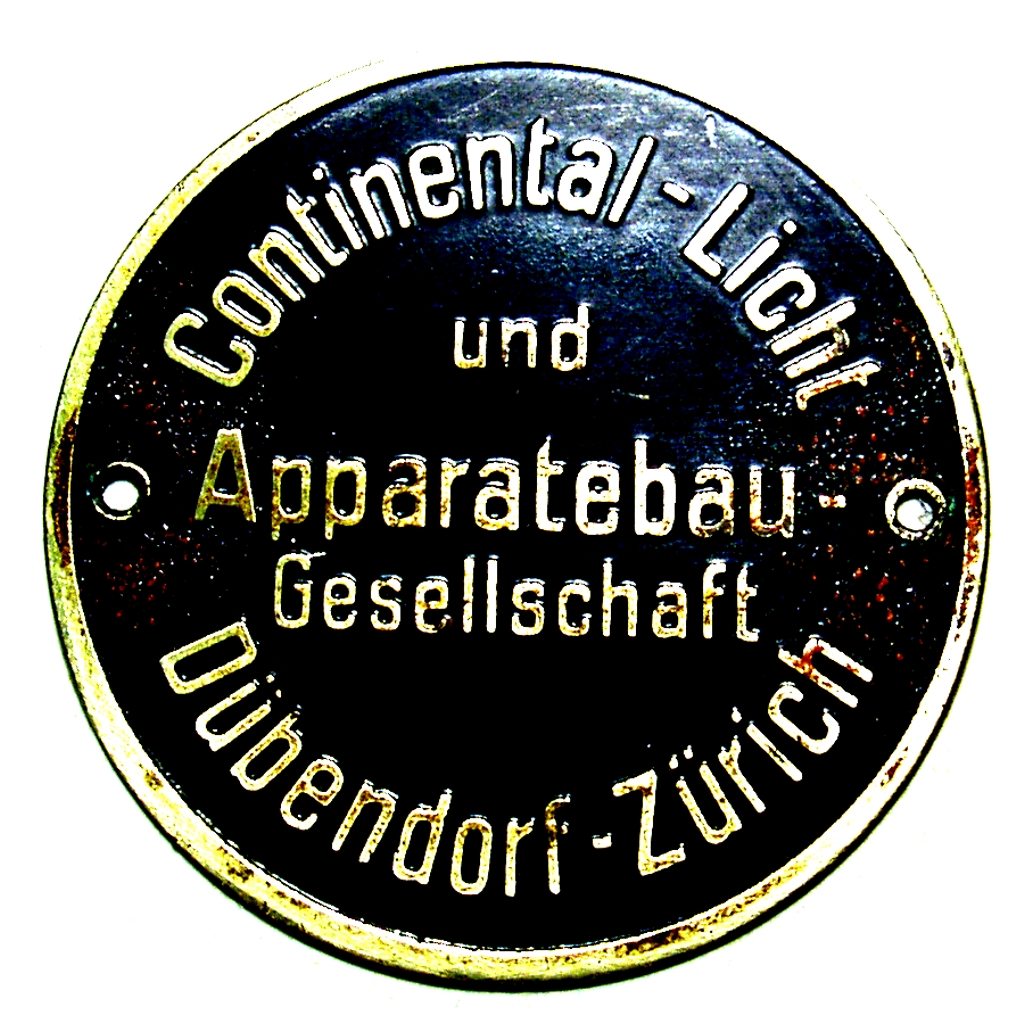
Plakette am Handrad – Version: ZH-Dübendorf
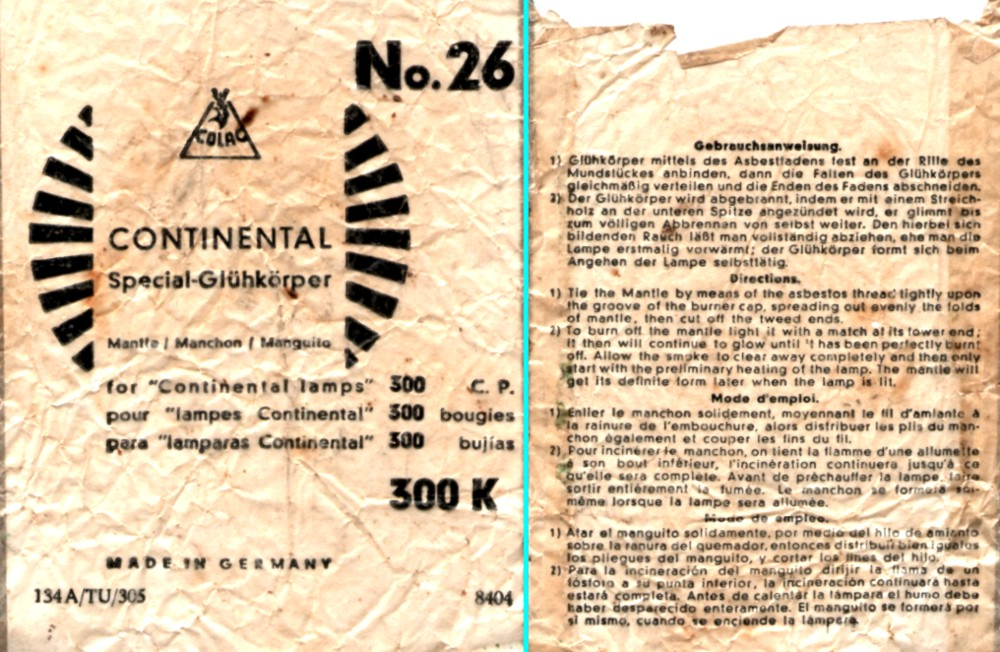
Die Verpackung eines Continental – Glühstrumpfes

## Markennamen
Die Continental – Licht- und Apparatebaugesellschaft m.b.H. Frankfurt a. M. besaß die Rechte an folgenden Markennamen:
- Mignon (1914 Waren: Lampen, Laternen und Lyren für flüssige Kohlenwasserstoffe sowie Vergaser und Glühkörper dazu.)
- PALLAS (1917 Waren: Azetylen-Entwickler für zentrale Beleuchtungs-, Schneid- und Schweißanlagen (unter Ausschluss solcher wie sie für Automobile oder als Automobilteile Verwendung finden); Sicherheitswasserverschlüsse, Reinigungsmasse, Schweißbrenner, -düsen, -mundstücke, Schneidbrenner, -düsen, -mundstücke, kombinierte Schweiß- und Schneidbrenner, Schweißdraht, Schweißstäbe.)
- COLAG (1926 Waren: Beleuchtungsapparate und -geräte, insbesondere Gasglühlichtlampen und -laternen für flüssige Brennstoffe sowie Zubehör, Gaserzeugungsapparate, insbesondere Azetylengasentwickler, Schweiß- und Schneidapparate und -geräte sowie Zubehör.)
- CONTI (1927 Waren: Azetylen-Entwicklungs-Apparate, Schweißapparate und Lötbrenner, Schweiß- und Lötzusatz-Materialien)
- Pionier (1928 Waren: Lampen und Laternen; Schweiß-, Schneid- und Lötapparate und -Geräte)